# 不羹
不羹（羹读作láng郎），先秦小型诸侯国，或说嬴姓，为少昊的后裔，被楚国所灭。
不羹在春秋时期成为楚邑。前531年，楚灵王在陈地、蔡地、不羹修筑城墙。不羹有东、西二城：东不羹城在今河南省舞阳县西北；西不羹城在今河南省襄城县东南二十里。《汉书·地理志》颍川郡定陵县有“东不羹”。《汉书·地理志》颍川郡襄城县“有西不羹”。 